# Lorna Cordeiro
Lorna Cordeiro, popularmente conocida también como Lorna, es una popular cantante de lengua Konkani india, que reside en el estado Goa.

## Biografía
Lorna nació en Bombay el 9 de agosto de 1946, sus padres eran Cecelia Cordeiro y Theophilus Cordeiro . Ella pertenece a una comunidad católica en Goa, de una prominente comunidad cristiana de Bombay. Sus padres originalmente provenían de Saligao, Goa. Lorna era la tercera hija, nacida en el seno de una familia de 6 hermanos, 3 hermanos varones y 3 hermanas mujeres. Su familia era considerada, como la familia típica de Goa Mumbaiyite. Lorna había completado su educación en Mumbai y había terminado su metriculation en el "SSC". A Lorna le encantaba la música desde infancia y sobre todo le gustaba cantar temas musicales de su región conocidos como "Konkani". 

## Carrera
Lorna fue una de las grandes intérpretes de Goa, sobre todo en la década de los años 1970. Ella consideraba a  Chris Perry, como su Gurú (maestro), quien le acreditaba para dar a conocer su talento como cantante y que más adelante llegaría a obtener popularidad. La familia de Lorna le alentó y le apoyó sus talentos por el canto. A la edad de 15 años, durante 9 años, interpretó un tema musical para una banda musical de Chris Perry en inglés, básicamente, un intérprete de jazz dirigido para hoteles y Star Night Clubs de Mumbai, Delhi, Calcuta, Chennai y Bangalore. Ha interpretado muchas canciones que han sido éxitos, escritas y compuestas por Chris Perry. En lo cual siguen siendo éxitos inolvidables.
Entre sus canciones más conocidas de Lorna son:
- Pisso
- Bebdo
- Red Rose
- Tuzo mog
- Noxibak Rodta